# Biakvisslare
Biakvisslare (Pachycephala melanorhyncha) är en fågel i familjen visslare inom ordningen tättingar.

## Utbredning och systematik
Biakvisslare förekommer enbart på ön Biak utanför nordvästra Nya Guinea. Den behandlades fram tills nyligen som en del av Colluricincla megarhyncha och vissa gör det fortfarande. Genetiska studier visar dock förvånande nog att den är en medlem av släktet Pachycephala, systerart till övisslaren (Pachycephala phaionota).

## Status
Internationella IUCN erkänner den ännu inte som egen art, varför dess hotstatus inte bedömts.